# Spillkråkor
Spillkråkor (Dryocopus) är ett släkte i familjen hackspettar inom ordningen hackspettartade fåglar. Släktet omfattar här sex arter som förekommer i Nord- och Sydamerika söderut till norra Argentina samt i Europa och Asien till Filippinerna och Stora Sundaöarna i sydost.:
- Chacospillkråka (D. schulzii)
- Neotropisk spillkråka (D. lineatus)
  - D. l. fuscipennis – urskiljs som egen art av Birdlife International
- Amerikansk spillkråka (D. pileatus)
- Vitbukig spillkråka (D. javensis)
- Andamanspillkråka (D. hodgei)
- Spillkråka (D. martius)

DNA-studier visar att släktet är parafyletiskt gentemot Mulleripicus. Både IOC och tongivande eBird/Clements behåller dem dock ännu i ett och samma släkte.